# Emil Krieger
Emil François Krieger (født 5. juli 1819 i København, død 24. december 1892 sammesteds) var en dansk søofficer, bror til Antonius Krieger.

## Liv og karriere
Han var søn af kontreadmiral Anthonius Krieger. Han blev kadet 1833, tog afgangseksamen fra Søkadetakademiet med udmærkelse (Kongens Æressabel), blev sekondløjtnant 1839, premierløjtnant 1848, kaptajnløjtnant 1859, orlogskaptajn 1868 og samme år kommandør og slutteligt kontreadmiral 1880. I 1884 afgik han efter opnået aldersgrænse.
Blandt Kriegers mange togter som subaltern officer kan nævnes, at han 1840-41 var med fregatten Bellona i Sydamerika, 1845-47 med briggen Mercurius på Island og derefter i Guinea og Vestindien. I Treårskrigen 1848-50 sejlede han først med postdamperen Skirner, der gjorde tjeneste ved søtransporterne, senere på blokade med korvetten Galathea, i 1850 næstkommanderende på hjuldampskibet Geiser på ekspedition mod de slesvig-holstenske kanonbåde ved Vesterhavsøerne. 1853 var Krieger næstkommanderende på batteriet Trekroner, 1855-58 vagerinspektør på østkysten; 1859 førte han en mindre eskadre i troppetransport, 1861 chef for en division kanonbåde, 1863-64 chef for krydseren Fylla i Vestindien; efter skibets hjemkomst indlemmedes det i Østersøeskadren. 1856 blev Krieger Ridder af Dannebrog og 1864 Dannebrogsmand.

### Efter krigene
Efter krigen blev Krieger, der forinden var blevet kammerjunker, ekvipage- og takkelmester samt medlem af en taktikkommission. 1867-68 var han på ny i Vestindien, denne gang som chef for korvetten Dagmar. Korvetten var også i Rio de Janeiro for at indkræve Brasiliens kontingent for sundtoldens afløsning, en mission, der dog fuldstændig mislykkedes. Da Søkadetakademiet 1869 nedlagdes, og Søofficersskolen i dets sted oprettedes, blev Krieger dennes første chef, men fratrådte dog kort efter for at overtage stillingen som chef for Orlogsværftet, hvilket han vedblev at være til sin afgang fra tjenesten; samtidig havde han dog nogle udkommandoer: 1876 chef for fregatten Jylland, der overførte kongen til og fra Sankt Petersborg i Rusland, 1882 chef for øvelseseskadren. I Kommissionen til udarbejdelse af forslag til Søværnets ordning af 1866 var Krieger medlem og tillige medlem af en kommission, der skulle udarbejde en ny taktik- og signalbog for flåden. 1875 blev han Kommandør af 2. grad af Dannebrog og 1876 Kommandør af 1. grad.

### Senere virke
Efter sin afgang beskæftigede han sig med forskellige filantropiske sysler; han har bl.a. indlagt sig fortjeneste ved sit arbejde for oprettelse af lægevagtstationer. Krieger, der var en vel begavet natur og en flink sømand, udmærkede sig navnlig ved en eksemplarisk nøjagtighed i tjenestesager; han blev 1869 kammerherre, 1884 Storkors af Dannebrog og døde juleaften 1892. 

## Ægteskab
Krieger blev 2. marts 1850 gift i Holmens Kirke med Sarah Tomine Marie Fanny Africana Knudsen (22. maj 1830 i Tripolis – 25. januar 1901 i København), datter af generalkonsul i Tripolis, senere gehejmelegationsråd Andreas Peter Knudsen (1793-1865) og Marie Mariny (ca. 1801-1880).
Han er begravet på Holmens Kirkegård.